# Indra
Indra (इन्द्र) er den mest betydningsfulde gud i Vedaerne. Han er en krigsgud og en gud for skabelse i Vedisk religion (som er den tidligste form for hinduisme. Han opholder sig i Svarga og er den øverste af devaerne. Han er i Vedisk religion associeret med lyn, torden, storme, flodernes fremspring, og ikke mindst med den guddommelige drik soma. I Rigvedaen er han den mest hyldede gud og er den, der dræber urdragen Vritra. Denne overvindelse er en skabelseshandling, hvorved kosmos overvinder kaos. I kulten fornys så denne skabelseshandling, således at kosmos får modstandskraft og kaos holdes borte. I senere efter-vedisk hinduistisk litteratur er han stadig en stor helt, men får en langt mindre rolle til fordel for guder som Vishnu og Shiva.